# میشل هورن
میشل هورن (انگلیسی: Michelle Horn؛ زادهٔ ۲۸ فوریهٔ ۱۹۸۷) یک هنرپیشه اهل ایالات متحده آمریکا است. وی بین سال‌های ۱۹۹۵ تا ۲۰۰۸ میلادی فعالیت می‌کرد. از نقش‌آفرینی‌هایش می‌توان بازی در فیلم گروگان، پوشش را نام برد.